# G.W.D
「G.W.D」（ジー・ダブリュー・ディー）は、thee michelle gun elephantの8枚目のシングル。1998年8月1日にリリースされた。

## 解説
- 前作から約7か月振り、CDシングルでは『バードメン』以来約10か月振りとなるリリース。
- 次作シングル「アウト・ブルーズ」との2か月連続リリース。発売日を1日（ついたち）に揃えるため、本作の発売日は土曜日だった。
- 2020年現在、バンドのシングルで最も多く売り上げた曲であり、売上枚数が10万枚を超えている唯一の曲である[1]。
- 完全限定生産の7インチアナログ盤がCDと同時発売されており、B面に収録されている楽曲やジャケットなどがそれぞれ異なる。CD音源は全曲モノラル録音となっている。また、規格番号はCDがCODA-1632、アナログがCOKA-14。
- プロレス団体 闘龍門のグループユニット「M2K」の入場曲として、再録ver.が使用されていた。ユニットは解散したが、2022年現在もたびたび復活し爆音で使用されている（他の入場曲と比べ音割れしている）。

## 収録曲

### CD盤収録曲
1. G.W.D (4:06)
  - （作詞:チバユウスケ 作曲:thee michelle gun elephant）

曲名の「G.W.D」は、曲中で連呼される歌詞の一部『がなる・われる・だれる』の頭字語。メンバーのチバユウスケはこの楽曲のジャンルを『オルタナ・ロカビリー・ガレージ・ブルーズ』と呼称している[2]。
約4か月後にリリースされたアルバム『ギヤ・ブルーズ』には再録ver.で収録されている。
2. ジャブ (2:01)
  - （作詞:チバユウスケ 作曲:thee michelle gun elephant）
  - 「ジャブ!」というシャウトのみの楽曲。

### アナログ盤収録曲
1. G.W.D
2. SICK ON YOU
  - （作詞:Matheson 作曲:Steel）
  - ボーイズ（The Boys）のカバー。